# Intel Celeron

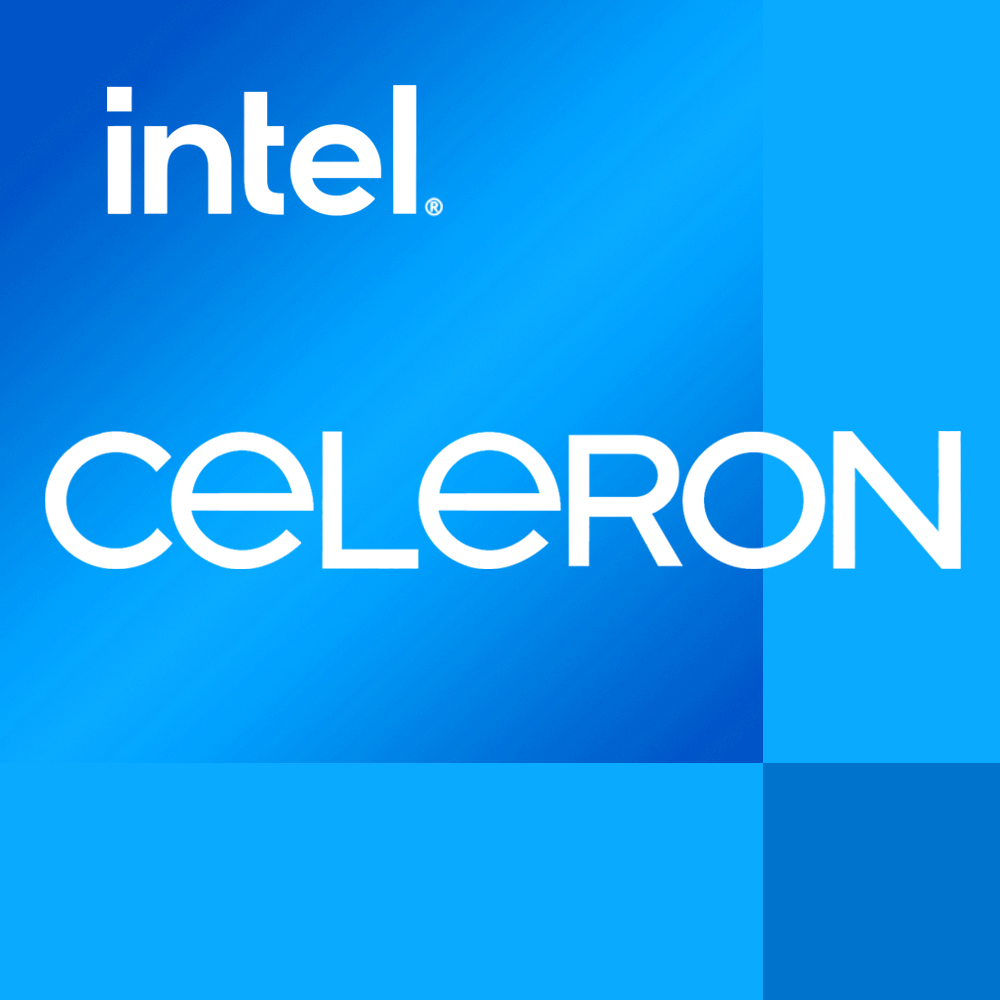
Intel-Celeron-Logo (seit 2020)

Älteres Intel-Celeron-Logo (2008–2009)

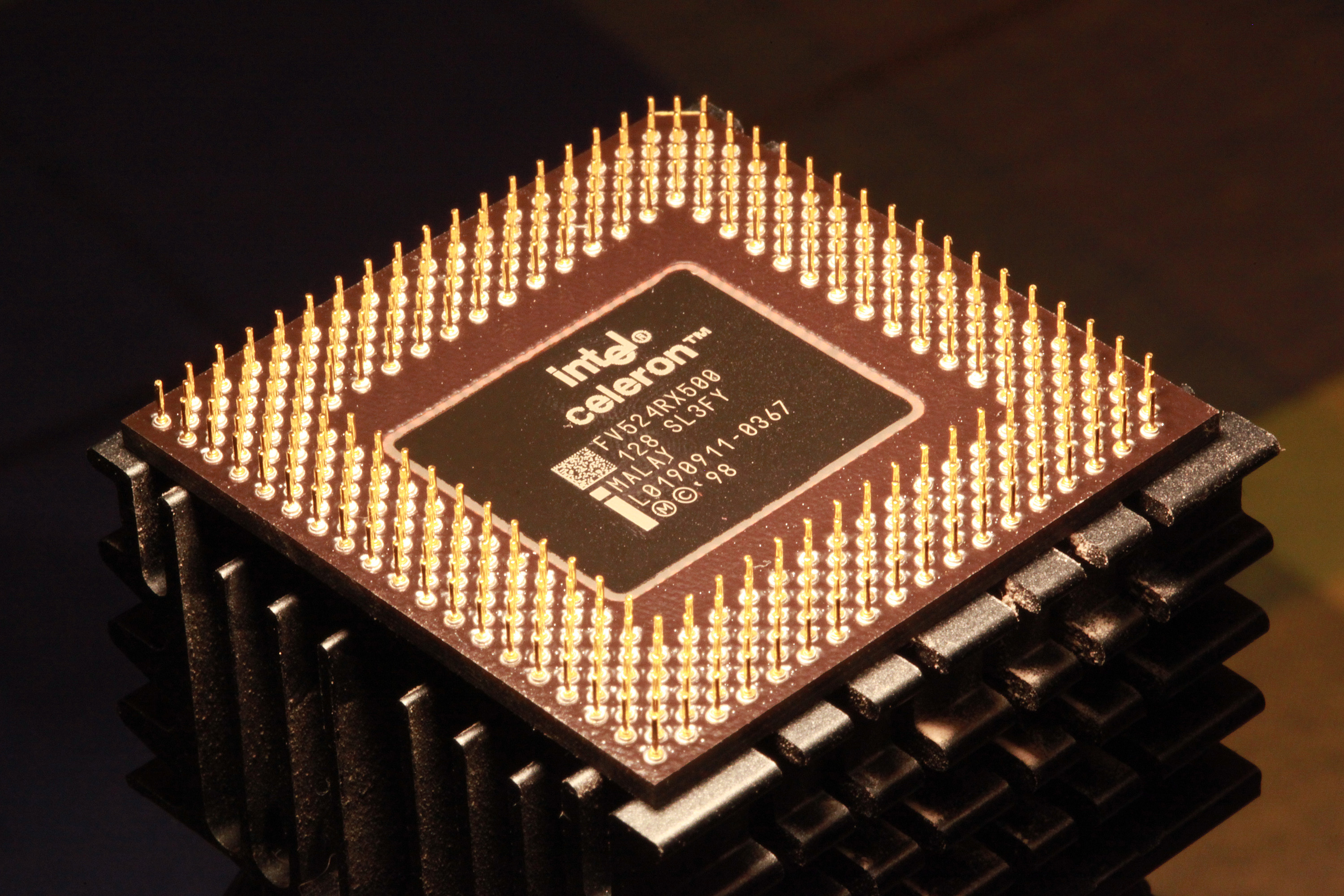
Ein Celeron mit einer Taktrate von 500 MHz

Intel Celeron ist ein Markenname des Unternehmens Intel für weniger leistungsfähige Hauptprozessoren. Celeron-CPUs wurden vor allem für preiswerte Heim- und Bürorechner konzipiert, an die vergleichsweise geringe Leistungsanforderungen gestellt werden.

## Geschichte

### Die Tradition der Low-Cost-Prozessoren
Schon bevor 1998 die erste Celeron-CPU auf den Markt kam, hatte Intel mehrfach Low-Cost-Varianten seiner aktuellen Prozessorgeneration für den Massenmarkt im Verkaufsprogramm – es wird vermutet, dass ein Ziel dabei war, die vorhergehende Prozessorgeneration schneller von der aktuellen ablösen zu lassen. Diese Low-Cost-CPUs verschwanden regelmäßig schnell wieder vom Markt, sobald die neue Generation etabliert war. Ein vollständiges Konzept zur Bedienung des Marktes für den „kleinen Geldbeutel“ wurde aber erst mit dem Marketing für den Celeron geschaffen.
Schon 1979, noch zu Zeiten der 8-Bit-Rechner, brachte Intel eine billigere Version des 8086 heraus, den 8088, der statt eines 16 nur einen acht Bit breiten Datenbus hatte. Damals war das Ziel noch, kompatibel zum zu jener Zeit riesigen Acht-Bit-Markt zu bleiben. Unter anderem dadurch wurde der 8088 als CPU für den ersten IBM PC ausgewählt. Ein gleiches Vorgehen hatte Intel auch beim Nachfolger 80186/80188, der vor allem für Embedded-Systeme eine Rolle spielte und nur selten in Personalcomputern verwendet wurde (zum Beispiel von Siemens). 1988 stellte Intel wieder eine weniger leistungsfähige Variante einer aktuellen Prozessorgeneration vor, den vom Prozessor 80386 abgeleiteten 80386SX. Er war ein 80386 mit der Busschnittstelle eines 80286 und trug so zur Verbreitung des erweiterten 386-Befehlssatzes bei. Auch beim 80486 wiederholte sich dies mit dem 80486SX, der sich vom 486 durch eine zumeist defektbedingt von Intel deaktivierte Gleitkommaeinheit unterschied und deshalb viel billiger verkauft wurde. Danach gab es für längere Zeit keine Billigvarianten, bis die Celeron-CPUs auf den Markt kamen.

### Entwicklung des Intel-Celeron-Prozessors

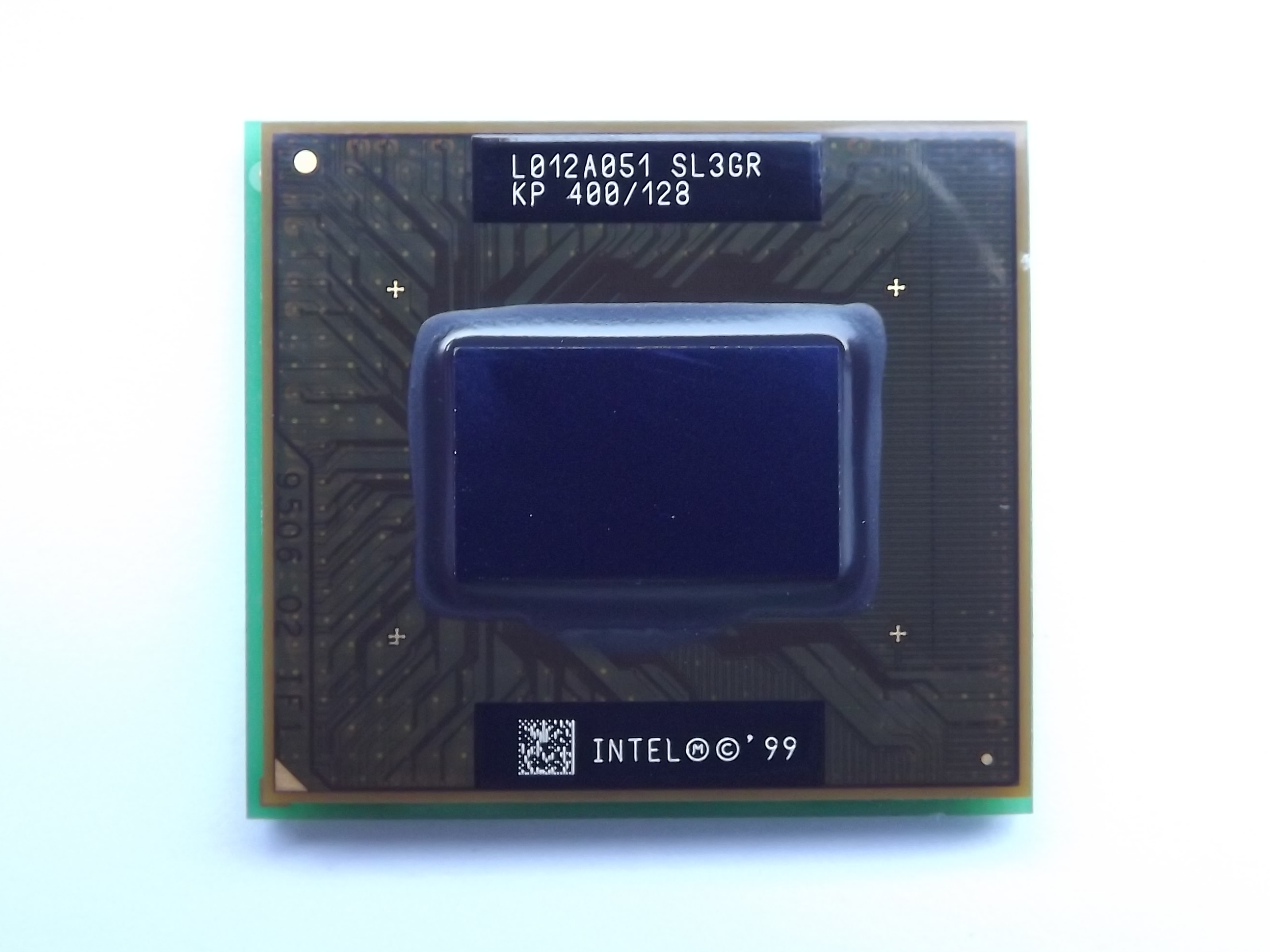
Intel Celeron Mobile mit 400 MHz (P6)

Schließlich stellte Intel 1998 den ersten Celeron vor, der auf der P6-Architektur basierte und vom Intel Pentium II abstammte. Allerdings musste der erste Celeron ohne L2-Cache auskommen, was ihn sehr langsam machte. Relativ kurzfristig schob Intel die sogenannte A-Variante nach, welche einen mit 128 Kilobyte zwar kleinen, aber mit vollem Prozessortakt angebundenen L2-Cache aufwies. Kurz vor der Jahrtausendwende waren diese Prozessoren bei Enthusiasten sehr beliebt, da sie ein hohes Übertaktungspotential aufwiesen und für einen Bruchteil des Preises den größten Pentium II Modellen paroli bieten konnten. Später folgte auch ein Abkömmling vom Intel Pentium III, welcher im Jahr 2000 auch auf den eigens für die Celeron-Prozessoren eingerichteten Sockel 370 umzog.
Mit der Einführung der Netburst-Architektur wurde später auch ein neuer Celeron auf Basis ebendieser Architektur präsentiert. Insbesondere die Taktraten wurden hier erhöht, was auch zu einer erhöhten Wärmeabgabe der Celeron-Prozessoren führte. Im Zuge der Ausstattung sämtlicher Mikroprozessoren Intels mit einer Modellnummer bekamen ab 2004 neue Niedrigpreis-Prozessoren den Namen Intel Celeron D, wobei das D für "Desktop" steht.
Da die hohe Leistungsaufnahme der gesamten Netburst-Architektur durch den Prescott-Kern auch nicht gelöst werden konnte und hingegen die Mobilprozessoren in Form des Pentium M sehr erfolgreich waren, entwickelte Intel die von diesen Mobilprozessoren abgeleitete Core-Mikroarchitektur. Seit Frühling 2007 werden auch günstige Prozessoren mit dem Namen Intel Celeron auf Basis dieser Architektur verkauft, die im Vergleich zum Celeron D eine deutlich gesenkte Leistungsaufnahme bei einer gleichzeitig gesteigerten Leistung besitzen.

### Verhalten der Konkurrenz
Auch Intels Hauptkonkurrent im x86-Markt AMD hat das Marketing-Konzept von Intel übernommen. Die vom Athlon abgeleitete Version namens Duron war lange Zeit das AMD-Äquivalent zu Intels Celeron. Im Januar 2005 änderte AMD die Bezeichnung für die Low-Cost-Varianten von Duron zu Sempron und wertete die CPU dabei auch von ihren Leistungsdaten her auf.

## Technisches
Das Hauptmerkmal eines Celeron-Mikroprozessors ist der kleinere (bzw. beim ersten Modell Celeron 300  nicht vorhandene) L2-Cache, oft sind der Prozessorkern selbst und sein Front Side Bus niedriger getaktet. Im Zuge der Entwicklung von Mehrkernprozessoren wurden sie auch erst dann mit mehreren Kernen ausgestattet, als in höherpreisigen Segmenten bereits doppelt so viele Kerne üblich waren. Außerdem fließen Neuerungen wie Umstellungen auf kleinere Strukturgrößen und neue Funktionen wie Hyper-Threading oder SSE-Erweiterungen oft erst viele Monate nach ihrem Debüt im aktuellen Pentium in die Celeron-Familie ein. Damit ist die Leistungsfähigkeit dieser CPUs zwar sehr beschränkt, die niedrigeren Produktionskosten senken aber auch den Verkaufspreis.
Mittlerweile ist Intel wegen des starken Wettbewerbs dazu übergegangen, in die Celerons mehr Funktionen zu implementieren. So gibt es seit 2005 Modelle, in denen Intel 64 und seit 2008 Modelle, in denen SpeedStep integriert ist. So unterscheiden sich diese Modelle oft nur noch durch geringere Rechenleistung von den größeren Modellen derselben Produktfamilie.
Viele Celerons werden nicht gesondert hergestellt, sondern basieren auf den gleichen Chips bzw. Dies wie die schnelleren Pentium- oder Core-Modelle. Dabei werden die defekten oder „überflüssigen“ Cache-Areale oder Prozessorkerne einfach deaktiviert, und die CPUs gelangen mit einem niedriger spezifizierten Takt als Celeron auf den Markt. So braucht keine separate Fertigungslinie aufgebaut zu werden, und die bei der Chip-Produktion stets relativ hohe Ausschussrate wird verringert. Es ist aber auch bekannt, dass Intel schon Fertigungslinien nur für den Celeron aufgelegt hat, die dann vermutlich mit älteren Herstellungsprozessen und nicht mehr ganz aktueller Fertigungstechnik betrieben werden – ein bei der Halbleiterherstellung übliches Vorgehen.

### Übertaktung
Bei vielen Celeron-Modellen kann mit entsprechender Hardware der werkseitig eingestellte Takt  erhöht werden. Ein Celeron 347 wurde im Januar 2013 von 3066 MHz auf 8398,07 MHz übertaktet. Das war zu dem Zeitpunkt der Weltrekord, also die höchste Taktfrequenz eines Intel-Prozessors. Zur täglichen Arbeit eignet sich diese Taktfrequenz aufgrund des hohen Verbrauchs von flüssigem Stickstoff zur Kühlung jedoch nicht.

## Modelle
Folgende Modelle werden bzw. wurden unter dem Namen Intel Celeron verkauft:
- Intel Celeron (P6) 1998 bis 2002
- Intel Celeron (NetBurst) 2002 bis 2004
- Intel Mobile Celeron (NetBurst) 2002 bis 2004
- Intel Celeron D (Netburst) 2004 bis 2007
- Intel Celeron M (Pentium M, Core, Core 2) 2004 bis 2008
- Intel Celeron (Core) 2007 bis 2008
- Intel Celeron Dual-Core seit 2008
- Intel Celeron (Core i) seit 2010

## Namensgebung
Besonders im inoffiziellen amerikanischen Englisch wird Celeron spöttisch oder abwertend durch Celery ersetzt, was so viel wie Sellerie bedeutet. Ebenso spöttisch wurde der Celeron aufgrund seiner geringen Leistung in der Fachpresse als Deceleron (von engl. "decelerate" = verlangsamen) bezeichnet.
Der Begriff „Celeron“ kommt aus dem Lateinischen und heißt „schnell, rasch“ (celer, celeris, celere).
Im Zuge der Einführung des Pentium M hatte Intel die Namensgebung seiner CPUs leicht geändert, so dass die Celeron Notebookprozessoren (früher Intel Mobile Celeron) unter dem Namen Intel Celeron M (M für Mobile) und die Desktop-Varianten unter dem Namen Celeron D (D für Desktop) verkauft wurden, wobei die M-Modelle auf der Pentium M-Technik basieren und die D-Modelle auf dem Pentium-4.
Mit der Einführung eines Prozessorkerns auf Basis der Core-2-Duo-Prozessoren (Conroe-L) wechselte Intel wieder die Bezeichnung von Celeron D auf Celeron. Diese neueren Prozessoren mit Core-Mikroarchitektur sind also überhaupt nicht mit den älteren Modellen der Netburst-Architektur vergleichbar, werden aber unter dem gleichen Namen verkauft.